# グナシェカール
グナシェカール（Gunasekhar、1964年6月2日 - ）は、インドのテルグ語映画で活動する映画監督、脚本家。

## キャリア
グナシェカールはD・V・ナルサラージュ、クランティ・クマール、ラーム・ゴーパール・ヴァルマの助監督を務めながらキャリアを積んだ。1992年公開の『Lathi』で監督デビューし、ナンディ賞 新人監督賞を受賞した。1995年に監督した『Sogasu Chuda Taramaa?』でナンディ賞 作品賞を受賞した。1996年に監督した『Ramayanam』で国家映画賞 児童映画賞を受賞し、同作はインド国際児童映画祭で上映された。
2000年に監督した『Manoharam』ではナンディ賞 原案賞と同作品賞を受賞した。2003年に監督した『Okkadu』ではナンディ賞で8つの賞、フィルムフェア賞 南インド映画部門でテルグ語映画部門監督賞を含む4つの賞を受賞している。同作はブロックバスターを記録するヒット作となり、同年公開のテルグ語映画興行成績第1位を記録し、様々な言語映画でリメイクされた。2004年に監督した『Arjun』はインド国際映画祭の「メインストリーム部門」で上映された。2015年には『ルドラマデーヴィ 宿命の女王』を監督し、同作は批評家から高く評価され、2015年公開のテルグ語映画のヒット作の一つとなった。

## フィルモグラフィ
- Lathi（1992年） - 監督、脚本
- Sogasu Chuda Taramaa?（1995年） - 監督、脚本
- Ramayanam（1996年） - 監督、脚本
- バブーを探せ!（1998年） - 監督、脚本
- Manoharam（2000年） - 監督、脚本
- Mrugaraju（2001年） - 監督、脚本
- Okkadu（2003年） - 監督、脚本
- Arjun（2004年） - 監督、脚本
- Sainikudu（2006年） - 監督、脚本
- Varudu（2010年） - 監督、脚本
- Nippu（2012年） - 監督、脚本
- Tevar（2015年） - 原案
- ルドラマデーヴィ 宿命の女王（2015年） - 監督、プロデューサー、脚本